# 타임폼
타임폼 (Timeform)은 영국 웨스트요크셔주 핼리팩스에 위치한 스포츠 자료와 내용 제공 업체이다. 1948년에 설립되어 경마 산업에 종사하는 사람들과 도박사들에게 형태에 대한 체계적인 정보를 제공하고 있다. 이 회사는 2006년 12월 스포츠 베팅 거래소 벳페어에 인수되었다. 2016년 2월 2일부터 플러터 엔터테인먼트가 소유하고 있다.

## 역사
포트웨이 출판 주식회사는 말이 기록된 시간을 기반으로 말의 성능에 대한 수학적 연결을 설정하기를 원하는 필 불에 의해 1948년에 설립되었다. 그러한 자료가 거의 전무하던 시기에 불은 "Racehorses Of.." 시리즈로 발전된 경주 연례 출판을 시작했다. 이 회사는 2006년 12월 스포츠 베팅 거래소 벳페어에 1,500만 파운드에 인수되었다.

## 자료 체계
타임폼에 따르면, 그 등급 중 하나는 "파운드로 표현된 말의 장점을 나타내며, 5펄롱에서 길이가 약 3lb에 이르는 치어 거리에 대한 무게 척도를 사용하여 다른 말과 달리는 것을 주의 깊게 조사함으로써 얻을 수 있다. 마일에서 2파운드, 2마일에서 1/4~1파운드".
평지에서 3세 이상을 위한 타임폼 등급:
- 140+: 역대급 말
- 136–139: 뛰어난 말
- 130–135: G1 우승마 평균 이상 (최상급 말)[4]
- 125–129: G1 우승마 평균
- 116–124: G2 우승마 평균
- 110–115: G3 우승마 평균
- 100–105: 상장 레이스 우승마 평균

타임폼에 따르면 가장 열등한 말은 20 이하로 평가될 수 있으며 2세는 나이 많은 말보다 약간 낮다. 또한 아주 선별된 수의 말만이 허들 (16)에서 175 이상 또는 체이스 (20)에서 182 이상의 등급을 획득했다.

## 평지와 장애물
타임폼은 평지와 장애물 경마에 다양한 척도를 유지한다. 명백히 다른 경주에 대한 등급은 비교할 수 없다. 예를 들어, 아클이 212, Flyingbolt가 210, Sprinter Sacre가 192이고 Mill House와 Kauto Star가 191로 가장 높은 등급의 체이스 말이다. 허들에서 가장 높은 등급을 받은 말은 182점의 나이트 너스, 180점의 Istabraq 및 Monksfield, 179점의 Persian War이다. 아래 표는 가장 높은 등급인 프랭클의 147부터 시작하여 평마에 대한 등급을 나열한다.

## 간행물
매년 3월에 회사는 현재 1,200페이지 이상을 포함하고 최고 평마에 대한 정보와 등급을 제공하는 "Racehorses Of.."라는 책을 오스트랄라시아, 두바이, 프랑스, 독일, 홍콩, 이탈리아, 일본, 북미 및 스칸디나비아 등에 발간한다. 또한 매년 10월에 이 회사는 영국에서 내셔널 헌트 규칙에 따라 달렸던 모든 말과 아일랜드와 프랑스에서 달렸던 최고의 내셔널 헌트 말에 대한 철저한 검토인 "Chasers and Hurdlers"를 발행한다.
타임폼은 다른 많은 책을 출판한다. "The Horses to Follow: Flat Season"은 다가오는 해의 고전에서 따를 가치가 있는 것으로 간주되는 50마리의 말에 대한 짧은 에세이로 구성되어 있다. 말은 5명의 주요 방송사와 함께 타임폼의 자체 전문가 팀에 의해 선택된다. 이 책은 또한 전년도의 가장 중요한 2년차 공연에 대한 안내도 제공한다.
타임폼은 또한 영국, 아일랜드, 프랑스 및 아랍 에미리트 연합에서 진행되는 모든 경마 행사를 위해 데일리 레이싱 폼에 나타나는 속도와 등급을 기반으로 제도를 엮는다.

## 평지 경주의 최고급 서러브레드
아래 수치는 타임폼의 닐 오코너가 제공한 호주, 두바이, 유럽, 홍콩, 일본 및 스칸디나비아에서 경주한 말의 공식 사상 최고 순위이다. 약 2000년까지 미국에서만 경주한 말에는 타임폼 등급이 부여되지 않았으므로 유럽 말과 직접 비교할 수 없다.
| 말                | 생년 | 등급 |
| ----------------- | ---- | ---- |
| 프랭클            | 2008 | 147  |
| 시 버드           | 1962 | 145  |
| 브리거디어 제라드 | 1968 | 144  |
| 튜더 민스트럴     | 1944 | 144  |
| 애버넌트          | 1946 | 142  |
| 리봇              | 1952 | 142  |
| 윈디 시티         | 1949 | 142  |
| 밀 리프           | 1968 | 141  |
| 셰르가            | 1978 | 140  |
| 댄싱 브레이브     | 1983 | 140  |
| 두바이 밀레니엄   | 1996 | 140  |
| 하빈저            | 2006 | 140  |
| 시 더 스타스      | 2006 | 140  |
| 베이글리 노블     | 1965 | 140  |
| Arrogate          | 2013 | 139  |
| Generous          | 1988 | 139  |
| Pappa Fourway     | 1952 | 139  |
| Reference Point   | 1984 | 139  |
| Alleged           | 1974 | 138  |
| Alycidon          | 1945 | 138  |
| American Pharoah  | 2012 | 138  |
| California Chrome | 2011 | 138  |
| Celtic Swing      | 1992 | 138  |
| Cigar             | 1990 | 138  |
| Daylami           | 1994 | 138  |
| Exbury            | 1959 | 138  |
| Nijinsky          | 1967 | 138  |
| Star of India     | 1953 | 138  |
| Tulloch           | 1954 | 138  |
| Easy Goer         | 1986 | 137  |
| Sunday Silence    | 1986 | 137  |
| Apalachee         | 1971 | 137  |
| Dayjur            | 1987 | 137  |
| Ghostzapper       | 2000 | 137  |
| Grundy            | 1972 | 137  |
| Kingston Town     | 1976 | 137  |
| Mark of Esteem    | 1993 | 137  |
| Molvedo           | 1958 | 137  |
| Montjeu           | 1996 | 137  |
| Moorestyle        | 1977 | 137  |
| Never Say Die     | 1951 | 137  |
| Peintre Celebre   | 1994 | 137  |
| Pinza             | 1950 | 137  |
| Princely Gift     | 1951 | 137  |
| Ragusa            | 1960 | 137  |
| Rheingold         | 1969 | 137  |
| Reliance          | 1962 | 137  |
| Right Boy         | 1954 | 137  |
| Troy              | 1976 | 137  |
| Zilzal            | 1986 | 137  |
| Alcide            | 1955 | 136  |
| Allez France      | 1970 | 136  |
| Ballymoss         | 1954 | 136  |
| Battaash          | 2014 | 136  |
| Bering            | 1983 | 136  |
| Black Caviar      | 2006 | 136  |
| Black Tarquin     | 1945 | 136  |
| Bustino           | 1971 | 136  |
| Crepello          | 1954 | 136  |
| Cracksman         | 2014 | 136  |
| El Condor Pasa    | 1995 | 136  |
| El Gran Senor     | 1981 | 136  |
| Floribunda        | 1958 | 136  |
| Gentlemen         | 1992 | 136  |
| Habibti           | 1980 | 136  |
| Hafiz             | 1952 | 136  |
| Hawk Wing         | 1999 | 136  |
| Helissio          | 1993 | 136  |
| Herbager          | 1956 | 136  |
| My Babu           | 1945 | 136  |
| Manikato          | 1975 | 136  |
| Northjet          | 1977 | 136  |
| Old Vic           | 1986 | 136  |
| Relko             | 1960 | 136  |
| Slip Anchor       | 1982 | 136  |
| Suave Dancer      | 1988 | 136  |
| Sakhee            | 1997 | 136  |
| Tantieme          | 1947 | 136  |
| Texana            | 1955 | 136  |
| Thatch            | 1970 | 136  |
| Warning           | 1985 | 136  |
| All Along         | 1979 | 135  |
| Arazi             | 1989 | 135  |
| Arbar             | 1944 | 135  |
| Arctic Prince     | 1948 | 135  |
| Chanteur          | 1942 | 135  |
| Charlottesville   | 1957 | 135  |
| Coronation        | 1946 | 135  |
| Cirrus des Aigles | 2006 | 135  |
| Dahlia            | 1970 | 135  |
| Intikhab          | 1994 | 135  |
| Known Fact        | 1977 | 135  |
| Kris              | 1976 | 135  |
| Lady Aurelia      | 2014 | 135  |
| La Tendresse      | 1959 | 135  |
| Le Moss           | 1975 | 135  |
| Match II          | 1958 | 135  |
| Nashwan           | 1986 | 135  |
| Never So Bold     | 1980 | 135  |
| Pebbles           | 1981 | 135  |
| Petingo           | 1965 | 135  |
| Petoski           | 1982 | 135  |
| Right Royal       | 1958 | 135  |
| Royal Anthem      | 1995 | 135  |
| Sagace            | 1980 | 135  |
| Sassafras         | 1967 | 135  |
| Shadeed           | 1982 | 135  |
| Shahrastani       | 1983 | 135  |
| Shareef Dancer    | 1980 | 135  |
| Sicambre          | 1948 | 135  |
| Sir Ivor          | 1965 | 135  |
| Souverain         | 1943 | 135  |
| St Jovite         | 1989 | 135  |
| Supreme Court     | 1948 | 135  |
| Teenoso           | 1980 | 135  |
| Tenerani          | 1944 | 135  |
| The Bug           | 1943 | 135  |
| The Minstrel      | 1974 | 135  |
| Trempolino        | 1984 | 135  |
| Youth             | 1973 | 135  |

## 체이스 경주의 최고급 말
아래 수치는 내셔널 헌트 규정에 따른 체이스 코스 경주마의 공식 사상 최고 중량이다.
| 말                | 생년 | 등급 |
| ----------------- | ---- | ---- |
| 아클              | 1957 | 212  |
| Flyingbolt        | 1959 | 210  |
| Sprinter Sacre    | 2006 | 192p |
| Mill House        | 1957 | 191  |
| Kauto Star        | 2000 | 191  |
| Desert Orchid     | 1979 | 187  |
| Dunkirk           | 1957 | 186  |
| Burrough Hill Lad | 1976 | 184  |
| Moscow Flyer      | 1994 | 184  |
| Long Run          | 2005 | 184  |
| Master Oats       | 1986 | 183  |
| Don Cossack       | 2007 | 183  |
| Captain Christy   | 1967 | 182  |
| Carvill's Hill    | 1982 | 182  |
| See More Business | 1990 | 182  |
| Best Mate         | 1995 | 182  |
| Azertyuiop        | 1997 | 182  |
| Kicking King      | 1998 | 182  |
| Well Chief        | 1999 | 182  |
| Douvan            | 2010 | 182  |

## 허들 경주의 최고급 서러브레드
아래 수치는 내셔널 헌트 규칙에 따른 허들 경주마에 타임폼이 부여한 역대 등급이다.
| 말                | 생년 | 등급 |
| ----------------- | ---- | ---- |
| 나이트 너스       | 1971 | 182  |
| Monksfield        | 1972 | 180  |
| Istabraq          | 1992 | 180  |
| Persian War       | 1963 | 179  |
| Comedy of Errors  | 1967 | 178  |
| Le Sauvignon      | 1994 | 178  |
| Constitution Hill | 2017 | 177p |
| Lanzarote         | 1968 | 177  |
| Limestone Lad     | 1992 | 177  |
| Bula              | 1965 | 176  |
| Birds Nest        | 1970 | 176  |
| Golden Cygnet     | 1972 | 176  |
| Faugheen          | 2008 | 176  |
| Salmon Spray      | 1958 | 175  |
| Sea Pigeon        | 1970 | 175  |
| Gaye Brief        | 1977 | 175  |
| Baracouda         | 1995 | 175  |